# Municipio de Judson (Dakota del Norte)
El municipio de Judson (en inglés: Judson Township) es un municipio ubicado en el condado de Williams en el estado estadounidense de Dakota del Norte. En el año 2010 tenía una población de 130 habitantes y una densidad poblacional de 1,4 personas por km².

## Geografía
El municipio de Judson se encuentra ubicado en las coordenadas 48°9′34″N 103°48′2″O / 48.15944, -103.80056. Según la Oficina del Censo de los Estados Unidos, el municipio tiene una superficie total de 92.9 km², de la cual 92,86 km² corresponden a tierra firme y (0,04 %) 0,04 km² es agua.

## Demografía
Según el censo de 2010, había 130 personas residiendo en el municipio de Judson. La densidad de población era de 1,4 hab./km². De los 130 habitantes, el municipio de Judson estaba compuesto por el 85,38 % blancos, el 6,15 % eran amerindios y el 8,46 % eran de una mezcla de razas. Del total de la población el 1,54 % eran hispanos o latinos de cualquier raza.